# Sportmanagement
Der Begriff Sportmanagement beschreibt Handlungen und Strukturen, in denen Führungskräfte Sportgüter oder -dienstleistungen anbieten. Es gibt mehrere Aspekte des Begriffs:
- Das Sportmanagement als Abteilung oder Führung einer Organisation, beispielsweise eines Sportvereins, eines Sportverbands, einer Sportstätte, oder im Unternehmen eines Sportartikelherstellers
- Das Sportmanagement als die Tätigkeit des Sportmanagers im gleichen Umfeld
- Das Sportmanagement als Vertretung eines Sportlers, der einen selbständigen Sportmanager beauftragt hat.

## Teilbereiche des Sportmanagements
Sportmanagement teilt sich in zwei Bereiche: Sportmanagement...
… als Funktion, beispielsweise im Bereich Vereinsgeschäftsführung, wo Sportmanagement zur Verwaltung und Leitung eines Sportunternehmens dient.
… als Institution des Sportmanagers. Sportmanager wirken in der Führung von Sportvereinen und -verbänden wie im Management von kommerziellen Sporteinrichtungen, in Sportstätten oder bei Sportartikelherstellern. Als Verantwortliche von Sportvereinen und Organisationen verwalten sie die Finanzen, suchen geeignete Sponsoren, leisten Öffentlichkeitsarbeit oder sind mit dem Marketing von Sport-Events befasst.

### Funktion

#### Sportmanagement als Abteilung oder Führung einer Organisation
Das Sportmanagement als Unternehmensführung der Institutionen, Organisationen, Firmen und Vereine wird durch Sportmanager ausgeführt. Es beinhaltet Funktionen der Planung, Organisation, Führung und des Controllings eines Unternehmens, das sport- oder fitnessbezogene Dienstleistungen, Produkte oder andere Serviceleistungen anbietet. 

„Sportmanagement kennzeichnet die zielorientierte Gestaltung im Sport, die Führung von Sportorganisationen“

### Institution

#### Sportmanagement als Tätigkeit des Sportmanagers
Die Tätigkeit von Sportmanagern wird traditionell mit den auf Fayol (1929) zurückgehenden Managerfunktionen: Planung, Organisation, Führung und Kontrolle beschrieben. Die Tätigkeiten sind nicht nur innen-, sondern auch außenorientiert. Manager benötigen nicht nur technische Kompetenzen, sondern auch konzeptionelle und soziale.
Sportmanager sind verantwortlich für die professionelle Organisation von Sportveranstaltungen oder sorgen in Sponsoring- oder Sportmarketingagenturen für deren finanzielle Ausstattung. Sie arbeiten jedoch auch in kleineren Teilbereichen, wie der kommunalen Sportverwaltung oder für Fitnessstudios.
Die Tätigkeit im Vereins- und Breitensport erfordert besondere Kompetenzen, die sich von üblichen Manager- und Wirtschaftskompetenzen unterscheiden. Bei Sportmanagement in diesem Bereich geht es nicht nur um Traditionspflege, sondern um die aktive Gestaltung der Zukunft des Sports der Jugend und der Vereine. Anders als in anderen Managementbereichen steht beim Sportmanagement nicht zwangsläufig die Gewinnoptimierung bzw. die Gewinnmaximierung im Mittelpunkt. Die Nutzenmaximierung (sportlicher Erfolg) steht im Prinzip höher als Gewinnmaximierung, da sonst etliche Klubs wegen Überschuldung nicht mehr existieren würden.
Verantwortungsbereiche können sein:
- Verwaltung der Finanzen
- Sponsorensuche und die Organisation der Sponsorenauftritte[7]
- Vermarktung eines Vereins, Merchandising und Vertrieb, Trikot- und Bandenwerbung
- Öffentlichkeitsarbeit und Marketing von Vereinen, Firmen in der Sportartikelindustrie (Einkleiden und Ausstatten von Sportlern), Sport-Events: Presse, Rundfunk und Fernsehen (TV-Rechte verhandeln)

Führende Sportmanager sind weiterhin Generalisten, vergleichbar mit Unternehmensmanagern. Ein bekanntes Beispiel dafür ist Uli Hoeneß. Berufsbezeichnungen und Tätigkeiten im Sportmanagement wandeln sich jedoch. So wurde im Zuge von Professionalisierungsmaßnahmen in der Fußball-Bundesliga die Position des Sportdirektors eingeführt, der für administrative Angelegenheiten eines Vereines zuständig ist: Erstellung von Terminplänen (z. B. Buchungen von Trainingslagern, An- und Abfahrten), Organisation von Unterkünften bei Auswärtsspielen, Zusammenstellung des Kaders.

#### Sportmanagement als Vertretung eines Sportlers
Selbständige Sportmanager treten in unterschiedlichen Bereichen der Sportbranche auf, manche Manager arbeiten bereichsübergreifend. Besondere Formen des Managements und damit bekannt gewordene Sportmanager gibt es in folgenden Sportarten:
- Boxen: Boxpromoter und Boxmanager
- Fußball: Spielervermittler (Spielerberater, Spieleragent)

Beispiele für bekannte Sportmanager: Der Boxpromoter Don King, in Deutschland der ehemalige Rennfahrer Willi Weber, der Ralf Schumacher und andere bekannte Rennfahrer gemanagt hat.

## Beruf Sportmanager
Es ist schwierig, den Arbeitsmarkt für Sportmanager in Deutschland zahlenmäßig zu erfassen. Eine Studie von 2019 gab als typisch an: männliches Geschlecht, durchschnittliches Alter 39 Jahre, mehrheitlich Absolventen eines Studiums (Sportmanagement und Sportökonomie, Sportwissenschaft oder Betriebswirtschaftslehre), und ein Einkommen zwischen 30.000 € - 60.000 €. Weitaus höhere Verdienste sind in Profivereinen wie denen der Fußball-Bundesliga möglich. 
Das Anforderungsprofil beruht auf drei fachlichen Säulen: betriebswirtschaftliche Grundlagen, rechtliche Grundlagen, sowie allgemeines Grundlagenwissen zum Sportmanagement. Gefragt sind neben Führungsqualitäten ein Organisations- und Kommunikationstalent, sowie Empathie. Wichtig ist neben einem Studium eine Praxiserfahrung, die Kontakte hervorbringt und das Profil schärft. Häufig steht der moderne Sportmanager unter zeitlicher Belastung und benötigt eine hohe Frustrationsgrenze. 

### Erforderliche Kompetenzen/Fähigkeiten
Unterschiedliche Typen von Managern beeinflussen ihre Eignung:
- Generalist (kleine Organisation, alle Tätigkeiten überdurchschnittlich wichtig)
- Verwalter (kleine Organisation, fast alle Tätigkeiten unterdurchschnittlich wichtig)
- Delegierer (große Organisation, daher meistens mehrere Manager, einige unterdurchschnittlich wichtig)

Entscheidende Eigenschaften:
- Kommunikationsfähigkeit (Netzwerke und Kontakte knüpfen und interkulturelle Kommunikation)
- Koordinationsfähigkeit (Organisationstalent)
- Betriebswirtschaftliche Fähigkeiten (Finanzmanagement, -kontrolle, -verwaltung, -wesen; sowie Personal- und Mitarbeiterführung, Gewinnung von Personal, Aus- und Weiterbildung)
- Soziale Fähigkeiten und Kompetenzen (Teamfähigkeit, Kritikfähigkeit, Durchsetzungsfähigkeit und diplomatisches Geschick z. B. in Form von Vermittlungsfähigkeit)
- Fachkenntnisse (Vereins- und Sportartenkenntnisse)
- Repräsentationsfähigkeit

### Aufgabenbereiche nach Häufigkeit der Nennung
1. Finanzen  Finanzmanagement, Finanzkontrolle, Finanzverwaltung, Haushaltskontrolle, steuerliche Abwicklung, Finanzwesen, Finanzierung sichern u. a.
2. Personal Personal- und Mitarbeiterführung, Gewinnung von Personal, Suche nach Personal, Aus- und Weiterbildung des Personals u. a.
3. Kommunikation Öffentlichkeitsarbeit, Sponsoring, Marketing, Public Relations, Kontaktpflege u. a.
4. Sportangebot Sportangebot erstellen, Sportbetrieb aufrechterhalten, Sportanlagen zur Verfügung stellen u. a.
5. Koordination der Vereinsabteilungen Zusammenarbeit und Kommunikation mit Vereinsabteilungen, Koordination von Aufgabenbereichen, Informationen bereitstellen u. a.[10]

## Ausbildungsmöglichkeiten
In Deutschland werden zum Wintersemester 2016/17 insgesamt 52 Studiengänge zum Sportmanagement bzw. zur Sportökonomie von staatlichen oder staatlich anerkannten Hochschulen angeboten. Bei den 52 Studiengängen handelt es sich um 27 Bachelor-, 18 konsekutive Masterstudiengänge und sieben MBA-Studiengänge. Eine eindeutige Abgrenzung zu sport- und wirtschaftswissenschaftlichen Studiengängen ist allerdings nicht möglich. Bei den Studiengängen handelt es sich um Studiengänge mit expliziten Berufszielen im Bereich des Sportmanagements. Neben diesen Studiengängen gibt es weitere "Studienangebote" von privaten Anbietern ohne Hochschulstatus, die u. a. mit dem Label "Studiengang" oder "Sportmanagement studieren" werben.
| Studiengangsbezeichnung                                              | Hochschule | Abschluss | Hochschulart        |
| -------------------------------------------------------------------- | --- | --------- | ------------------- |
| "Internationales Management" für Spitzensportler                     | Hochschule Ansbach                                                                                             | Bachelor  | Fachhochschule      |
| International Sports Management                                      | Accadis Hochschule                                                                                             | Bachelor  | Hochschule (privat) |
| Global Sports Management                                             | Accadis Hochschule                                                                                             | Master    | Hochschule (privat) |
| Business Administration (mit Wahl-Vertiefung Sportmanagement)        | Hochschule für Wirtschaft, Technik und Kultur Berlin                                                           | Bachelor  | Hochschule (privat) |
| Sportökonomie                                                        | Universität Bayreuth                                                                                           | Bachelor  | Universität         |
| Sportökonomie                                                        | Universität Bayreuth                                                                                           | Master    | Universität         |
| Sportmanagement                                                      | Universität Bayreuth                                                                                           | MBA       | Universität         |
| Business Administration mit dem Schwerpunkt Sportmanagement          | Business School Berlin Hochschule für Management                                                               | Bachelor  | Hochschule (privat) |
| Sportmanagement                                                      | Hochschule für angewandtes Management – Fachhochschule                                                         | Bachelor  | Hochschule (privat) |
| Sportmanagement                                                      | Hochschule für angewandtes Management – Fachhochschule                                                         | Master    | Hochschule (privat) |
| Sport and Event Management                                           | BiTs Hochschule                                                                                                | Bachelor  | Hochschule (privat) |
| International Sport and Event Management                             | BiTs Hochschule                                                                                                | Master    | Hochschule (privat) |
| Sportwissenschaft mit Profilierung Wirtschaft und Gesellschaft       | Universität Bielefeld                                                                                          | Bachelor  | Universität         |
| Sportwissenschaft: Organisationsentwicklung und Management           | Universität Bielefeld                                                                                          | Master    | Universität         |
| "Sportwissenschaft (mit dem Schwerpunkt ""Sportmanagement"")"        | Universität Bochum                                                                                             | Bachelor  | Universität         |
| Betriebswirtschaft mit Wahlpflichtbereich Sportökonomie              | Universität Bremen                                                                                             | Bachelor  | Universität         |
| Sportmanagement                                                      | Technische Universität Darmstadt                                                                               | Master    | Universität         |
| Sportbusiness Management                                             | IST-Hochschule für Management                                                                                  | Bachelor  | Hochschule (privat) |
| Sportbusiness Management                                             | IST-Hochschule für Management                                                                                  | Master    | Hochschule (privat) |
| WHU Part-Time MBA Sports Business Track                              | WHU Otto Beisheim School of Management                                                                         | MBA       | Hochschule (privat) |
| Medienmanagement mit der Studienrichtung Sport- und Eventmanagement  | Hochschule Macromedia                                                                                          | Bachelor  | Hochschule (privat) |
| Sportmanagement                                                      | Hochschule Fresenius                                                                                           | Bachelor  | Hochschule (privat) |
| Sportmanagement                                                      | SRH Hochschule Heidelberg                                                                                      | Master    | Hochschule (privat) |
| Sportwissenschaft – Schwerpunkt Sportmanagement                      | Universität Jena                                                                                               | Bachelor  | Universität         |
| Sportmanagement                                                      | Universität Jena                                                                                               | MBA       | Universität         |
| Sportmanagement und Sportkommunikation                               | Deutsche Sporthochschule Köln                                                                                  | Bachelor  | Universität         |
| Sportmanagement                                                      | Deutsche Sporthochschule Köln                                                                                  | Master    | Universität         |
| Betriebswirtschaft und Kultur-, Freizeit-, Sportmanagement           | Hochschule Heilbronn                                                                                           | Bachelor  | Fachhochschule      |
| Betriebswirtschaft und Kultur-, Freizeit-, Sportmanagement           | Hochschule Heilbronn                                                                                           | Master    | Fachhochschule      |
| Sportmanagement                                                      | Universität Leipzig                                                                                            | Bachelor  | Universität         |
| Sportmanagement                                                      | Universität Leipzig                                                                                            | Master    | Universität         |
| Sportwissenschaft – Internationales Sportmanagement                  | Universität Mainz                                                                                              | Master    | Universität         |
| International Business – Schwerpunkt Internationales Sportmanagement | Munich Business School                                                                                         | Bachelor  | Hochschule (privat) |
| Sports Business and Communication                                    | Munich Business School                                                                                         | Master    | Hochschule (privat) |
| Sportmanagement                                                      | Hochschule Kaiserslautern                                                                                      | MBA       | Fachhochschule      |
| Management                                                           | Fachhochschule für Sport und Management Potsdam                                                                | Bachelor  | Hochschule (privat) |
| Sportmanagement                                                      | Universität Potsdam                                                                                            | Bachelor  | Universität         |
| Sportmanagement                                                      | Hochschule Koblenz                                                                                             | Bachelor  | Fachhochschule      |
| Sportmanagement                                                      | Hochschule Koblenz                                                                                             | Master    | Fachhochschule      |
| Sportmanagement                                                      | Hochschule Koblenz                                                                                             | MBA       | Fachhochschule      |
| Sportmanagement                                                      | SRH Fernhochschule – The Mobile University                                                                     | Bachelor  | Hochschule (privat) |
| Betriebswirtschaft und Management (Vertiefung Sportmanagement)       | SRH Fernhochschule – The Mobile University                                                                     | Bachelor  | Hochschule (privat) |
| Sportökonomie                                                        | Deutsche Hochschule für Prävention und Gesundheitsmanagement                                                   | Bachelor  | Hochschule (privat) |
| Sportökonomie                                                        | Deutsche Hochschule für Prävention und Gesundheitsmanagement                                                   | Master    | Hochschule (privat) |
| Sport-/Gesundheitsmanagement                                         | Deutsche Hochschule für Prävention und Gesundheitsmanagement in Kooperation mit der Universität des Saarlandes | MBA       | Hochschule (privat) |
| Freizeit-, Sport- und Tourismus-Management                           | Hochschule für Technik und Wirtschaft des Saarlandes                                                           | Master    | Fachhochschule      |
| Sportmanagement                                                      | Ostfalia Hochschule                                                                                            | Bachelor  | Fachhochschule      |
| Sportmanagement                                                      | Hochschule Schmalkalden/IST Hochschule                                                                         | MBA       | Fachhochschule      |
| Sportwissenschaft mit dem Profil Sportmanagement                     | Universität Tübingen                                                                                           | Bachelor  | Universität         |
| Sportwissenschaft mit dem Profil Sportmanagement                     | Universität Tübingen                                                                                           | Master    | Universität         |
| Sportmanagement                                                      | Hochschule Wismar                                                                                              | Bachelor  | Fachhochschule      |
| Sportwissenschaft Leadership und Management im Sport                 | Universität der Bundeswehr München                                                                             | Master    | Universität         |